# Eulate
Eulate település Spanyolországban, Navarra autonóm közösségben. Eulate Améscoa Baja és Aranarache-Aranaratxe községekkel határos. Lakosainak száma 271 fő (2024).

## Népesség
A település népessége az elmúlt években az alábbi módon változott:
| Lakosok száma | 380  | 349  | 338  | 343  | 332  | 315  | 289  | 284  | 275  | 271  |
|               | 2001 | 2004 | 2007 | 2009 | 2012 | 2014 | 2017 | 2019 | 2022 | 2024 |